# Marradi
Marradi (Maré im romagnolischen Dialekt) ist eine italienische Gemeinde in der Region Toskana mit 2881 Einwohnern (Stand 31. Dezember 2023). Das Dorf verfügt über einen mittelalterlichen Ortskern.

## Geografie

Lage von Marradi in der Metropolitanstadt Florenz

Die Gemeinde erstreckt sich über etwa 154 km². Marradi liegt rund 90 km nordöstlich von Florenz am Lamone am nördlichen Rand der Metropolitanstadt Florenz und des Mugello an der Grenze zur Emilia-Romagna in der klimatischen Einordnung italienischer Gemeinden in der Zone E, 2267 GG.
Zu den Ortsteilen (Frazioni) zählen Campigno (616 Höhenmeter, ca. 15 Einwohner), Crespino del Limone (535 Höhenmeter, ca. 90 Einwohner), Lutirano (386 Höhenmeter, ca. 40 Einwohner), Popolano (276 Höhenmeter, ca. 270 Einwohner) und Sant’Adriano (260 Höhenmeter, ca. 190 Einwohner).
Die Nachbargemeinden sind Borgo San Lorenzo, Brisighella (RA), Dicomano, Modigliana (FC), Palazzuolo sul Senio, Portico e San Benedetto (FC), San Godenzo, Tredozio (FC) und Vicchio.

## Geschichte
Der Ort wurde zunächst von den Ligurern, Etruskern und Römern, die dem Ort eine erste Stadtbefestigung gaben und Castellum Marrato nannten, bewohnt. Um das Jahr 1000 gehörte der Ort zum Kirchenstaat. Kurz darauf übernahmen die Grafen Guidi di Modigliana die Herrschaft im Ort, die sich bis auf die Ausnahme von 1258 bis 1260, als Florenz zunächst den Ort übernahm, ihn aber nach der Schlacht von Montaperti wieder an die Guidi abtreten musste, bis 1312 an der Macht hielten. Bis 1428 gehörte der Ort danach den Manfredi aus Faenza, dann übernahm erneut Florenz den Ort. Erstmals schriftlich erwähnt wurde der Ort am 6. Oktober 1025 in einem Dokument der Grafen Guidi, welches sie an die Badia di Santa Reparata sandten.
Von 1885 bis 1932 war Marradi Heimat des Poeten Dino Campana. Im Sommer 1944 wurden im Zuge der deutschen Rückzugsgefechte 42 Einwohner Marradis von deutschen Soldaten als Geiseln ermordet.

## Sehenswürdigkeiten

Die Badia di Santa Reparata

Zentrum des Dorfes ist die Piazza delle Scalelle, welche zur Erinnerung an den Kampf gegen Corrado Lando (1358) gebaut wurde.
Am Platz befindet sich der Palazzo Comunale aus dem 14. Jahrhundert. An der Fassade befindet sich das Wappen der Familie Torriani. Weiterhin findet man hier z. B. den Palast des Credito Romagnolo und den Palazzo Fabbroni.
Etwa 2 km östlich befindet sich die Badia del Borgo oder Badia di Santa Reparata. Dokumentiert ist dieses Kloster seit 1025. 1090 übernahmen die Vallombrosaner bis zum 19. Jahrhundert dieses Kloster.
Es gibt zahlreiche weitere religiöse Gebäude:
- Chiesa di Santa Maria Nascente, bereits 1097 erwähnte Kirche und seit 1112 im Besitz der Vallombrosaner.
- Chiesa di San Ruffillo, bereits 1022 erwähnte Kirche.
- Eremo di Gamogna, auch Eremo di San Pier Damiani genannt, 1053 von Petrus Damiani gegründet.[4]
- Chiesa di San Lorenzo: Ursprünglich wurde diese Kirche von den Römern gegründet. Das jetzige Gebäude stammt von der starken Rekonstruktion aus dem Jahre 1785[4].

## Verkehr
- Der Ort liegt an der Bahnstrecke Florenz−Faenza. Marradi besitzt drei Haltepunkte, zunächst die Ortsteile Crespino del Lamone und Biforco, dann der dem Ortszentrum nahe gelegene Haltepunkt Marradi-Palazzuolo sul Senio.
- Marradi liegt an der Staatsstraße Strada statale 302 Brisighellese Ravennate, die Florenz mit Russi bei Ravenna verbindet.

## Gemeindepartnerschaften
- Castelnaudary, Frankreich, seit dem 4. Juli 1991

## Söhne und Töchter der Gemeinde
- Rochus Quirinus Graf zu Lynar (1525–1596), Festungsbaumeister und Militär
- Maria Anna Donati (1848–1925), katholische Ordensgründerin
- Federico Cattani Amadori (1856–1943), Kurienkardinal
- Vincenzo Castaldi (1916–1970), Schachspieler
- Anna Anni (1926–2011), Kostümbildnerin
- Gualtiero Bassetti (* 1942), Kardinal und Erzbischof von Perugia